# 陳昌齊
陈昌齐（1743年—1820年），字宾臣，一字观楼，广东海康縣人。清朝政治人物。

## 生平
乾隆三十五年（1770年），鄉試中舉；次年（1771年）联捷進士，改庶吉士，授翰林院编修，累官至中允。历充三通館、四库館、国史馆等纂修官，转為河南道监察御史。嘉庆年間，升兵科给事中，改任刑科給事中。因得罪官僚歸鄉，之後聘任通志总纂，兼掌粤秀书院。著有《经典释文附录》、《吕氏春秋正误》、《淮南子考证》、《楚辞韵辨》等。

## 延伸阅读
[在维基数据编辑]
 《清史稿·卷362》，出自趙爾巽《清史稿》